# کاپیتول ایالت کالیفرنیا

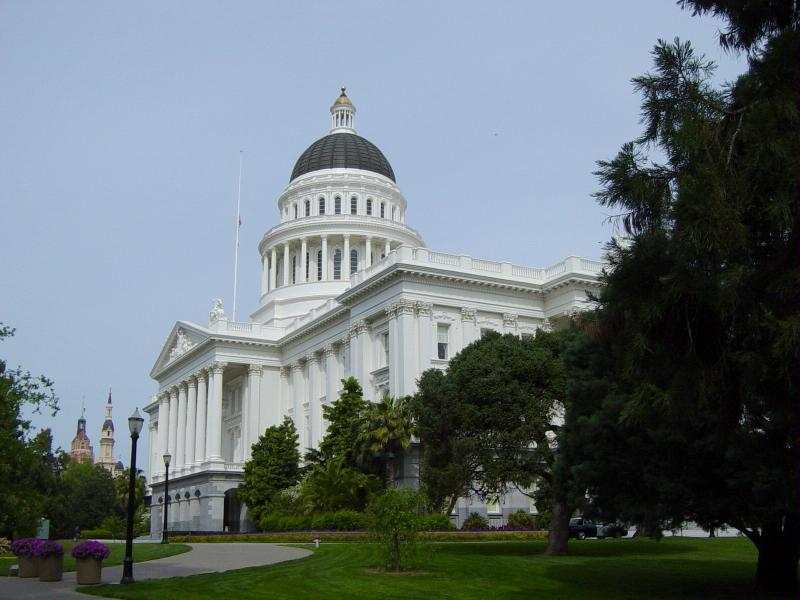

ساختمان پایتخت ایالت کالیفرنیا (California State Capitol) بنایی است که شاخه مقننه دولت کالیفرنیا در آن قرار دارد.
معمار بنا M. Frederic Butler بوده و در سال ۱۸۷۴ ساخته گردید و در ساکرامنتو قرار دارد.
این بنای تاریخی هم‌خانه مجلس ایالت است و هم سنای ایالت.

## نگارخانه

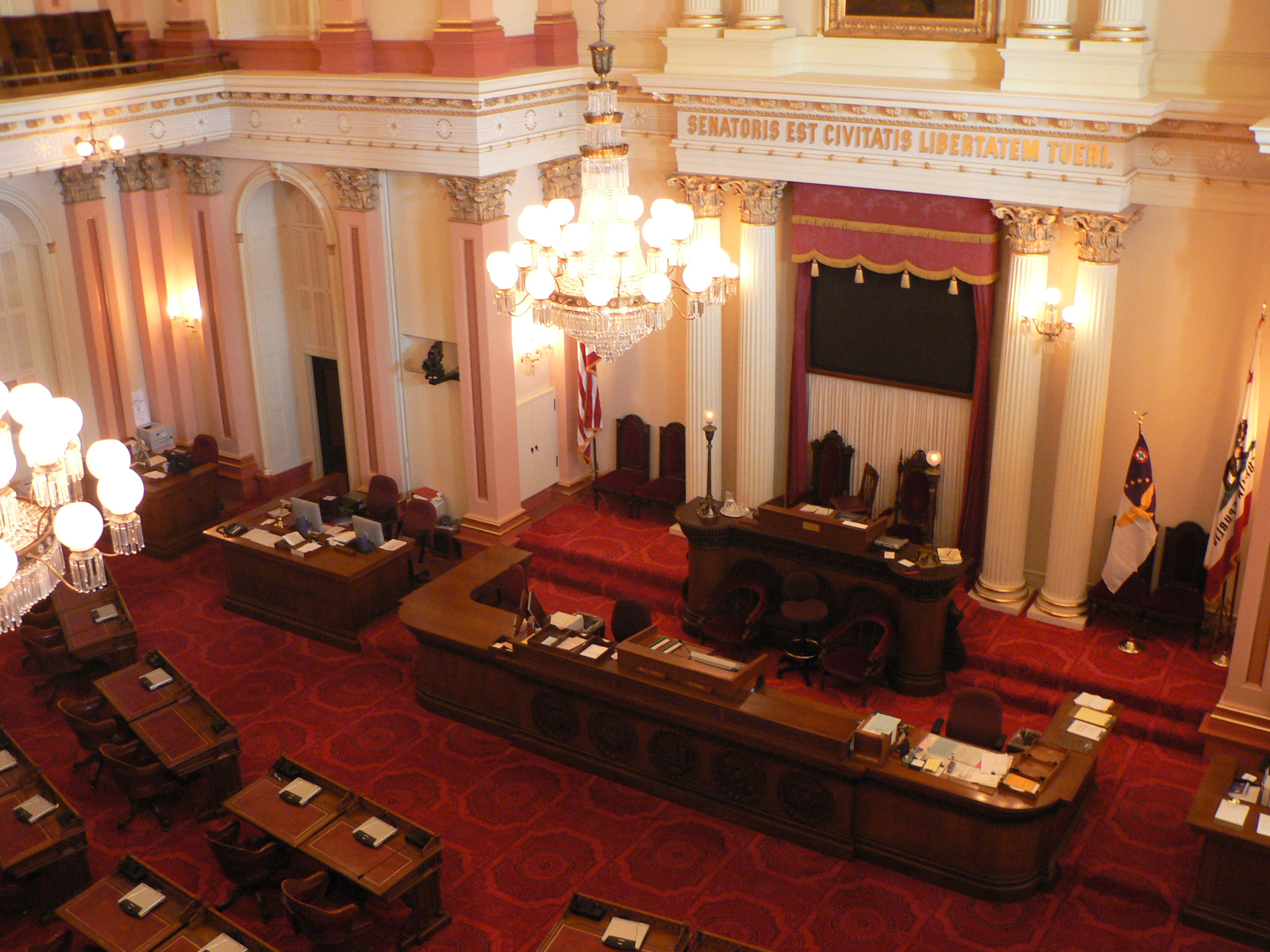
نمای سنا
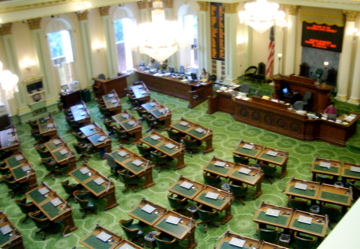
نمای مجلس نمایندگان
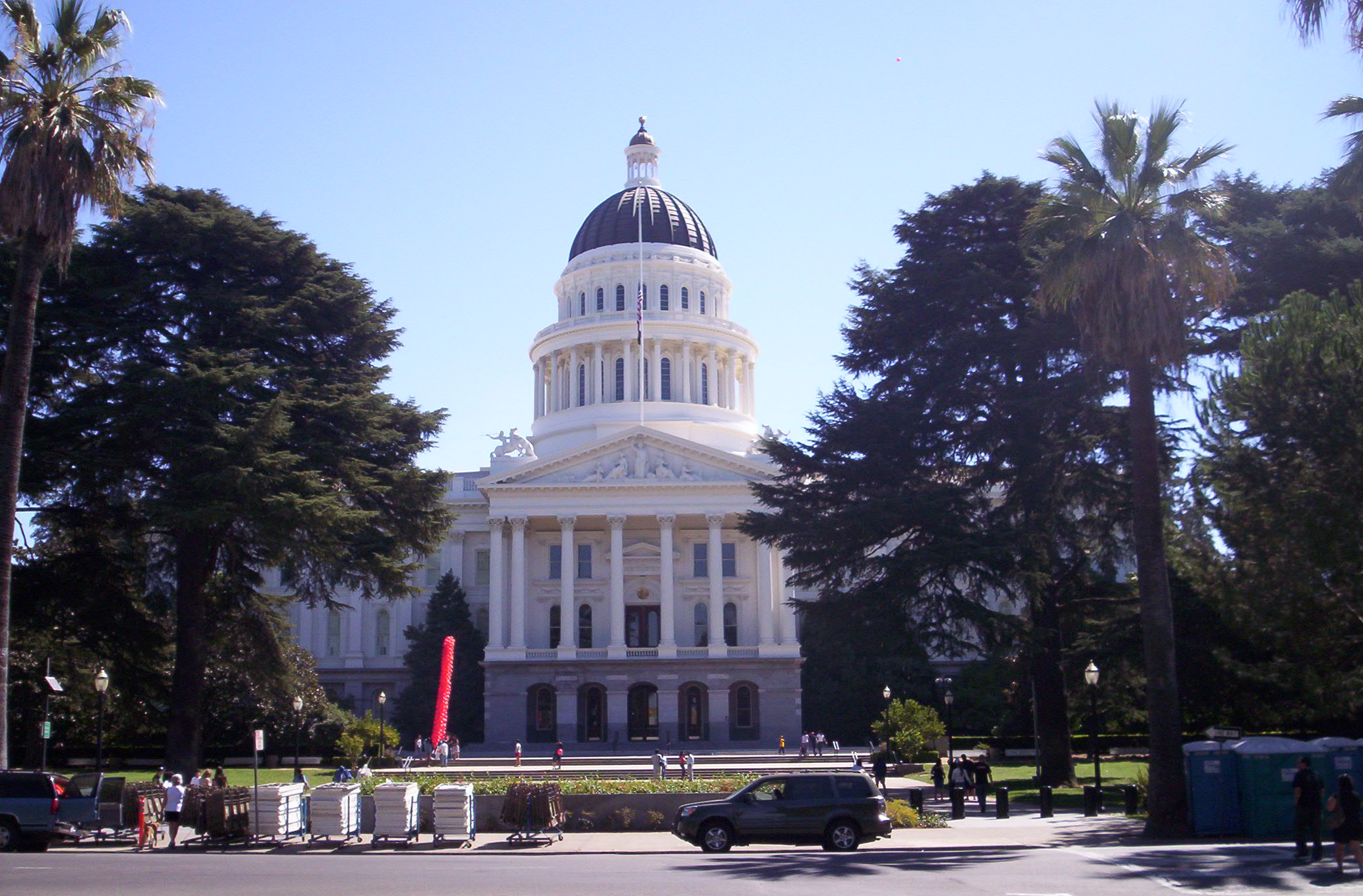
نمای کاپیتول از خیابان دهم
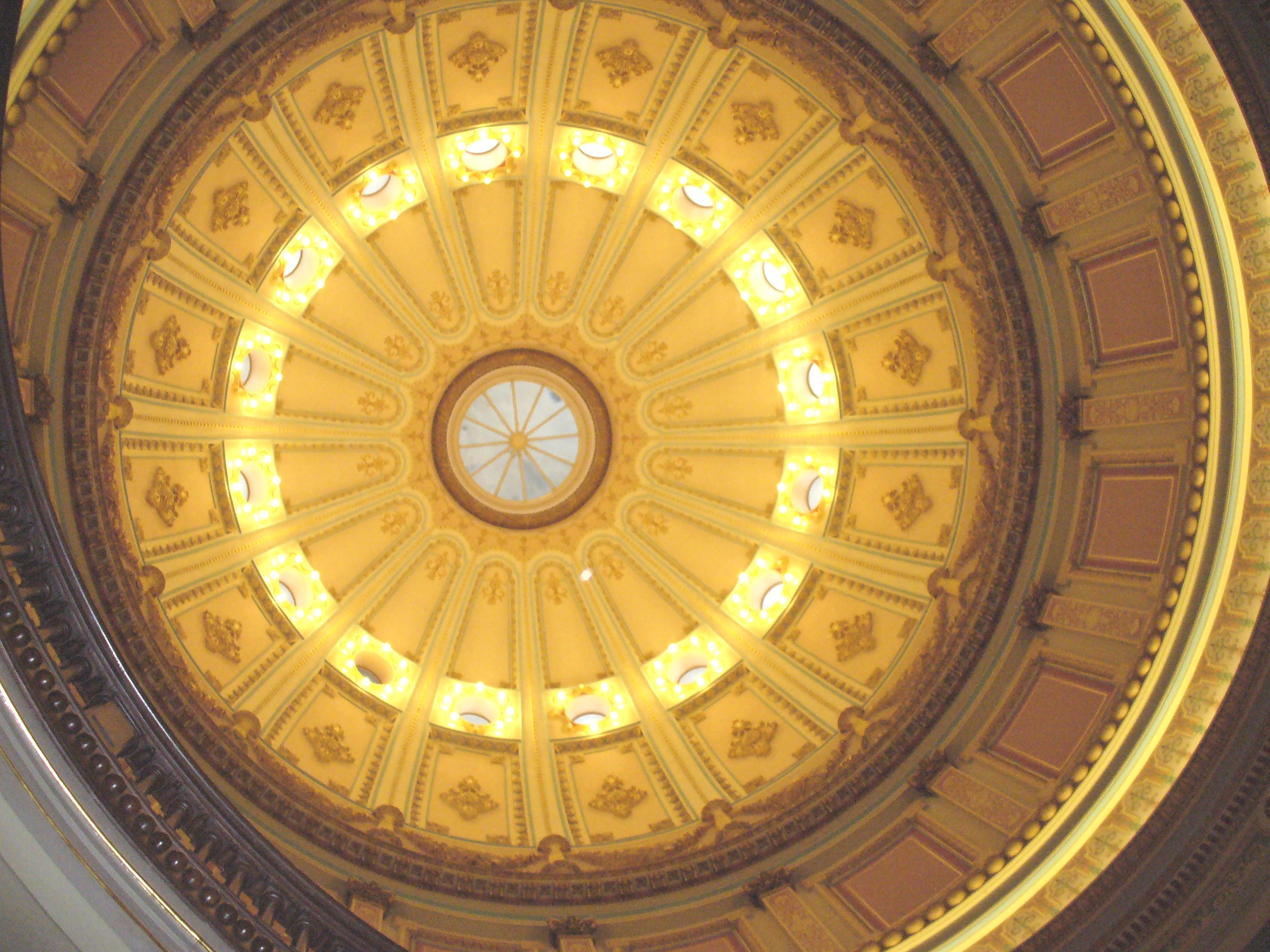
گنبد از داخل
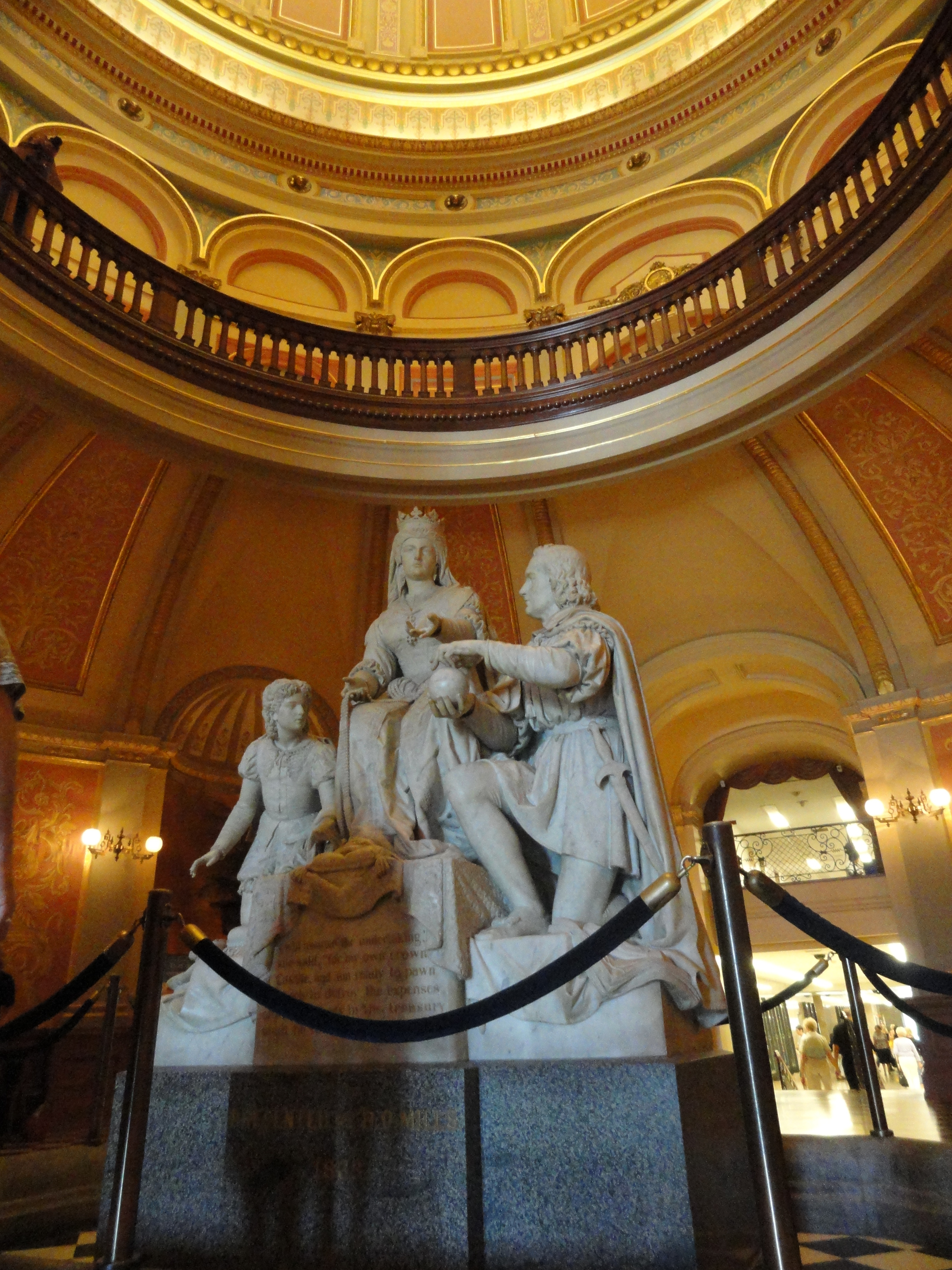
مجسمه لارکین مید  و تعظیم به ملکه ایزابلا در کلمبوس ، یادآور تصمیم او برای تامین مالی سفر به جهان جدید
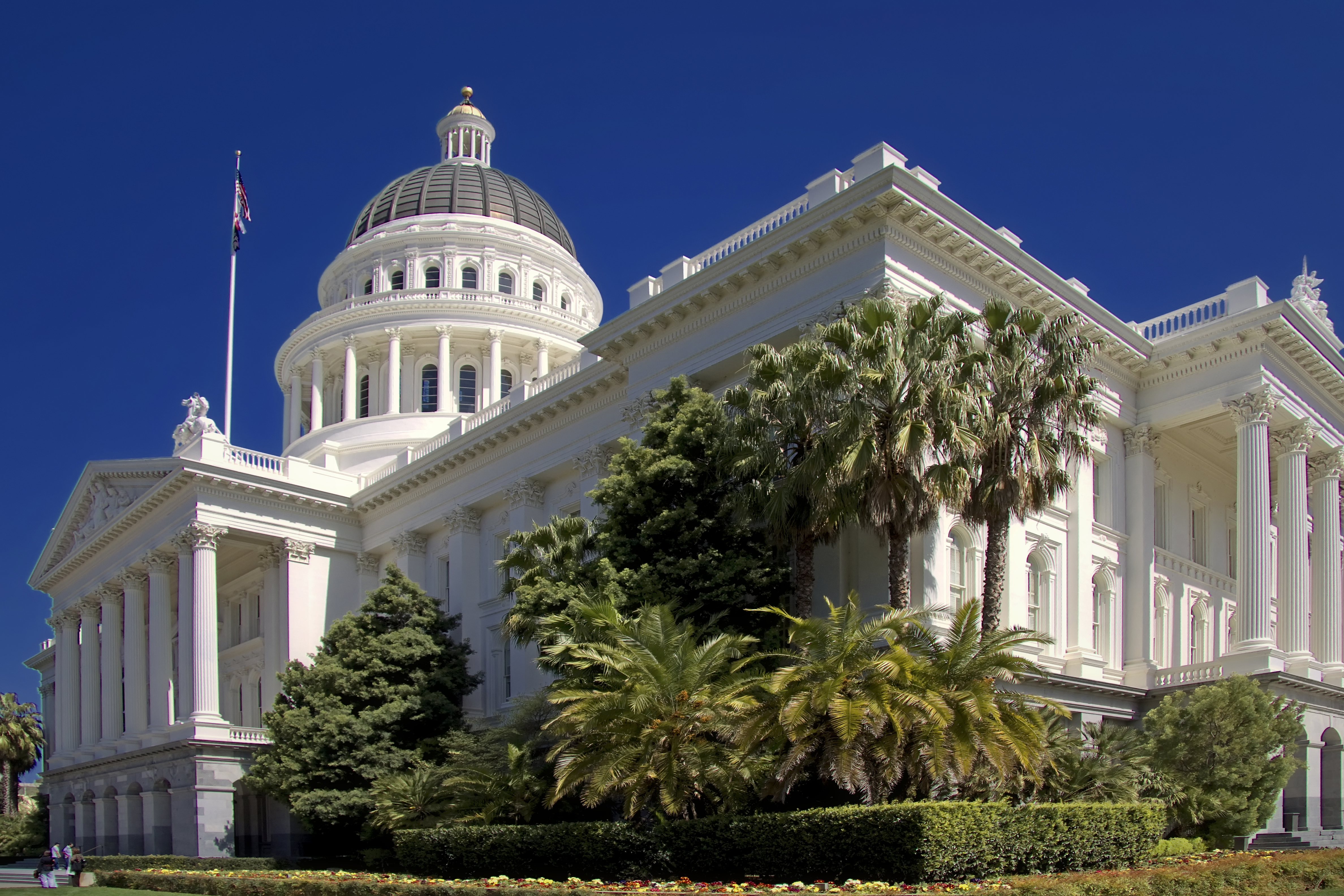
نمای غربی کاپیتول